# José Abella y Garaulet
José Abella y Garaulet (Valencia, 1800 – 1884) è stato un pittore spagnolo.

## Biografia
Attivo a Valencia, fu noto come pittore di scene mitologiche e di caccia, oltre che di nature morte.